# Maria Barroso
Maria de Jesus Simões Barroso Soares (Fuseta, 2 maggio 1925 – São Domingos de Benfica, 7 luglio 2015) è stata un'attrice e politica portoghese, moglie del presidente del Portogallo Mário Soares e First Lady del Portogallo tra il 1986 e 1996.

## Biografia
Era figlia di Alfredo José Barroso, militare di Alvor (Algarve) e di Maria da Encarnação Simões, di Fuseta, Olhão.
Mentre era all'università, si esibì al Teatro Nacional per quattro anni, ma in seguito fu rimossa per le sue posizioni politiche di membro dell'opposizione democratica al regime di António de Oliveira Salazar. Anche se era qualificata per farlo, durante i regimi di Salazar e Marcelo Caetano, le fu proibito insegnare, persino nelle scuole private.
Maria Barroso sposò il suo collega di università Mário Soares nel 1949 al 3° Conservatorio del Registro Civile di Lisbona, mentre era nella prigione di Aljube. Hanno avuto un figlio, il politico João Soares, nato nel 1949, e una figlia, Isabel Barroso Soares, nata nel 1951, che gestisce il Colégio Moderno a Lisbona.
Sebbene non fosse politicamente impegnata come suo marito, Maria Barroso è stata membro fondatore del Partito socialista a Bad Münstereifel, in Germania, nel 1973. È stata presidente della Fondazione Aristides Sousa Mendes, dell'Associazione Pro Dignitate e capo della Croce Rossa portoghese per molti anni.
Maria Barroso ha conseguito una laurea in Scienze storiche e filosofiche presso la Facoltà di Lettere di Lisbona e il corso di Arti drammatiche presso il Conservatorio nazionale. È stata membro della Compagnia nazionale dei teatri portoghesi e una delle attrici più famose del teatro e del cinema in Portogallo. Nell'aprile 2000 ha letto la poesia di Sophia de Mello Breyner Andresen alle Nazioni Unite a New York in omaggio a Aristides Sousa Mendes. È stata coinvolta in attività volte a sostenere le aree della cultura, dell'istruzione e della famiglia, dell'infanzia, della solidarietà sociale, della dimensione femminile, della salute, dell'integrazione dei disabili e della prevenzione della violenza.

## Malattia e morte
Nel giugno 2015 è stata sottoposta a cure mediche all'ospedale della Croce Rossa di Lisbona, in seguito a un incidente domestico. Secondo la famiglia, cadde, poi fu trasportata all'ospedale. I primi esami non rivelarono nulla, ma le sue condizioni peggiorarono e i nuovi esami rivelarono un'estesa emorragia intracranica. Entrò in coma e suo nipote, il chirurgo Eduardo Barroso, classificò la situazione come "critica" e "molto probabilmente irreversibile". È morta la mattina del 7 luglio 2015.

## Premi e onorificenze

### Premi
- Dottore Honoris causa dell'Università di Aveiro
- Dottore Honoris causa dell'Università di Lisbona
- Dottore Honoris causa del Lesley College, Boston
- Docente Onoraria della Società di Studi Internazionali, Madrid
- Premio "Impegno Per La Pace" dell'Associazione Insieme per la Pace, Roma
- Premio "Beca" del Colégio Mayor Zurbaran, Madrid
- Medaglia d'oro per distinto servizio della Lega of Portuguese Firemen
- Medaglia della Solidarietà di CNAF
- Medaglia d'argento del premio Alcuin
- Medaglia d'oro di FERLAP
- Medaglia d'oro della Città di Ovar
- Medaglia d'oro della Città di Olhão
- Medaglia d'oro della Città di Faro
- Personalità dell'anno 1998 per la solidarietà del Magazine Revista Gente e Viagem
- Algarvia dell'anno 1997 dall'Associazione delle stampa della regione di Algarve
- Donna più elegante dell'anno 1998 – Magazine Revista VIP
- Collana dell'Accademia Internazionale della Cultura portoghese
- Premio "One in ten women of the year 1999" - Brasile
- Premio D. Antónia Ferreira
- Premio Prestige
- Trofeo Manus Cais
- Premio Lonely Life – Radio Central FM, Leiria